# Charles John Cecil Grant
Sir Charles John Cecil Grant, britanski general, * 16. avgust 1877, London, Anglija, † 9. november 1950, Epsom, Surrey, Anglija.